# ريناتو جونيور
ريناتو جونيور هو لاعب كرة قدم برازيلي، ولد في 5 يونيو 2002 في ساو باولو في البرازيل.